# Сибирская пестрогрудка
Сибирская пестрогрудка, или камышовка Тачановского (лат. Locustella tacsanowskia), — очень скрытный и слабо изученный представитель семейства сверчковых (Locustellidae) из авифауны юга Сибири и Дальнего Востока. Видовое латинское название дано британским орнитологом Робертом Свайно в честь хранителя Варшавского зоологического кабинета Владислава Тачановского.

## Описание
Спина, верх головы и надхвостье оливково-рыжевато-бурые с неясными полосами. Зоб, бока тела буроватые, брюшко, грудь и горло беловатые. На груди мелкие бурые пятна. Брови палевые, неясных очертаний.

## Распространение
Область гнездования составляет узкую полосу в Восточной Сибири и на Дальнем Востоке, а также охватывает прилежащие районы Монголии и Китая. Обнаружена в гнездовое время у Красноярска и в 80 км от него в долине Енисея, далее к востоку — в окрестностях Канска, Нижнеудинска, Иркутска, у посёлка Култук на Байкале и посёлка Дарасун в Забайкалье, в Муравьёвском парке в Тамбовском районе и в Архаринском районе Амурской области, крайне восточные находки у озера Ханка и в Хасанском районе Приморского края сделаны соответственно Н. М. Пржевальским и Альбертом Ластухиным.
В Монголии записи поющих самцов были выполнены в сомонах Батширээт, Биндэр, Умнедэлгэр Хэнтэйского аймака и в сомоне Халхгол Восточного аймака. От Хэнтейского хребта к востоку распространена примерно до 113° восточной долготы, южные местонахождения: массив Богдо-ула, большая излучина Керулена и верховья реки Улдза на хребте Эрээн-дава. Гнездование в Монголии не доказано, но предполагается.
Статус этого вида в Китае неясен. Несомненно сибирские пестрогрудки гнездятся в северной пограничной c Россией провинции Хэйлунцзян, но строгих доказательств этого нет. Джон МакКинон и Керен Филлиппс распространяют в меридиональном направлении узкую полосу гнездового ареала этого вида на обширные пространства центрального Китая и указывают на гнездование его в провинциях Гуанси, Юньнань, Сычуань и на востоке провинции Цинхай и юго-западе провинции Ганьсу. Из этих областей не описаны какие-либо подвиды сибирской пестрогрудки, из перечисленных выше провинций Китая нет и записей песен этого вида, таким образом, о какой форме пестрогрудки идёт речь остаётся неясным.
Зимует в Южном Китае, Лаосе, Тонкине, южной Мьянме (окрестности Пегу).

## Размножение
Гнездо строит в основании густых стеблей травы. Кладка в июне-июле из 5 яиц светло-светло-розовых с фиолетово-серыми пятнышками. Самка сидит в гнезде очень плотно, подпускает близко. По наблюдениям Дыбовского не бросает кладку, даже если её часто беспокоить.

## Поведение
Перелётная птица. Поёт с вечера до рассвета. Песня — скрипучая, напоминающая звуки насекомых (или даже жужжание линии электропередач) и периодически повторяющаяся трель «тзззззз — тзззззз — тзззззз…».